# MRT center
MRT Center je sodoben nebotičnik v Skopju v Severni Makedoniji. S 70 metri višine je bil najvišja stavba v državi do leta 2015, ko je bil zgrajen višji, 130-metrski projekt Sky City Sky Scrapers. MRT Center, zgrajen leta 1984, je v celoti v lasti Makedonske radiotelevizije, katere sedež je.